# اردک ماهی‌خوار
اردک‌های ماهی‌خوار یا مرگوس‌ها (نام علمی: Mergus) سردهای از تیرهٔ مرغابیان است. ماهی می‌خورند و معمولاً نوک کشیده و باریکی دارند که کناره‌های آن دندانه‌دار است و انتهایش خمیده و رو به پایین است.

## گونه‌ها
- اردک ماهی‌خوار معمولی یا مرگوس معمولی Goosander ( Mergus merganser)
- اردک ماهی‌خوار سفید (مرگوس سفید) ( Mergus albellus)
- اردک ماهی‌خوار کاکلی (مرگوس کاکلی) (Mergus serrator)
- †اردک ماهی‌خوار اوکلند، Mergus australis (انقراض، c.۱۹۰۲)
- اردک ماهی‌خوار برزیلی، Mergus octosetaceus
- اردک ماهی‌خوار پهلوپولکی، Mergus squamatus

برخی سنگواره‌های پیدا شده جزو این سرده شمرده شده‌اند:
- †Mergus miscellus از میوسن میانی (Barstovian, c.۱۴ میلیون سال پیش) در ویرجینیا، ایالات متحده آمریکا.
- †Mergus connectens زندگی می‌کرد در پلیستوسن اولیه حدود ۲–۱ میلیون سال پیش، در مرکز و شرق اروپا.

بوبی "Sula" ronzoni ‏مربوط به دوره الیگوسن ابتدایی، ابتدا به اشتباه پنداشته می‌شد که از اردک‌های ماهی‌خوار معمول است.